# Scleranthus
Scleranthus L.  è un genere di piante erbacee della famiglia Caryophyllaceae.

## Tassonomia
Comprende le seguenti specie:
- Scleranthus annuus L.
- Scleranthus biflorus (J.R.Forst. & G.Forst.) Hook.f.
- Scleranthus brockiei P.A.Will.
- Scleranthus delortii Gren.
- Scleranthus diander R.Br.
- Scleranthus fasciculatus (R.Br.) Hook.f.
- Scleranthus × intermedius Kitt.
- Scleranthus minusculus F.Muell.
- Scleranthus perennis L.
- Scleranthus pungens R.Br.
- Scleranthus singuliflorus (F.Muell.) Mattf.
- Scleranthus uncinatus Schur
- Scleranthus uniflorus P.A.Will.